# Nordbairische Dialekte
Nordbairisch ist eine der drei Hauptgruppen (Nordbairisch, Mittelbairisch, Südbairisch), in die die bairischen Dialekte unterteilt werden.

## Geografische Verteilung

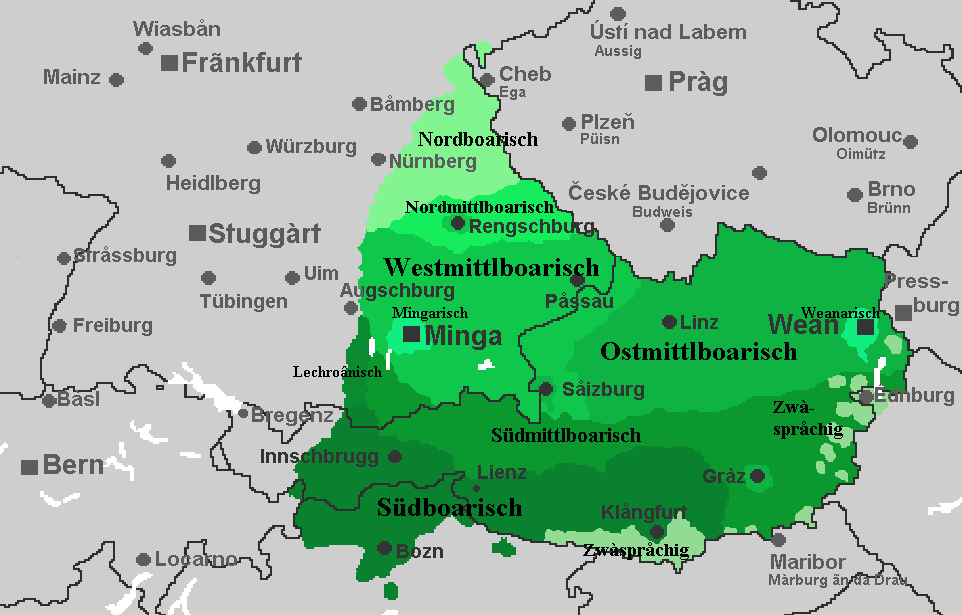
Bairischer Sprachraum

Nordbairisch wird heute im größten Teil der Oberpfalz (im Südosten wird Nordmittelbairisch gesprochen), im Südosten Mittelfrankens, im östlichen Oberfranken (Sechsämterland), in Oberbayern nördlich der Donau und im Südvogtland (Sachsen). Historisch war das nordbairische Sprachgebiet größer als heute, über die Jahrhunderte ist das Ostfränkische (sprachwissenschaftlich genauer: das Oberostfränkische) nach Süden und Westen gewandert und das Mittelbairische nach Norden. Und auch im Egerland wurde früher Nordbairisch gesprochen.
Noch im Mittelalter war Nürnberg eine nordbairisch sprechende Stadt und hatte einen großen Einfluss auf das Umland. In der Neuzeit ist Mittelfranken mit Nürnberg selbst ostfränkisches Sprachgebiet geworden. Das Nordbairische ist dort verdrängt worden (den Südosten ausgenommen). Etliche nordbairische Eigenheiten [sind] in den ostfränkischen Dialekten im östlichen Mittelfranken erhalten. Dies erklärt auch, dass Sprachkarten (besonders ältere) das Gebiet als bairischsprachig oder ostfränkisch-bairisch gemischt darstellen.
Im mittleren Bayern ist das Nordbairische vom Mittelbairischen vom nördlichen Oberbayern, vom nördlichen Niederbayern und aus der südlichen und südöstlichen Oberpfalz verdrängt worden. In diesen Gegenden zeigen sie nun mehr oder weniger nordbairische Einflüsse (Nordmittelbairische Mischdialekte). Regensburg ist zwar die Hauptstadt der Oberpfalz, jedoch seit jeher eine mittelbairische Sprachinsel mit nordbairischen Einflüssen.

## Innere Unterschiede
Die nordbairischen Dialekte unterscheiden sich teilweise stark voneinander. Beispielsweise hat in der westlichen Oberpfalz fast jeder Ort seine eigene Mundart, die eine nordbairische Grundlage besitzt, aber ostfränkische (von Norden und Westen her) und mittelbairische Merkmale (von Süden her) zeigt. Viele nordbairische Dialekte sind verglichen mit dem modernen Mittelbairischen im südlichen Bayern (besonders München und Umgebung) ursprünglicher. Der Dialekt hält sich heute (besonders auf dem Land) stärker. Der nordbairische Sprachraum ist auch heutzutage nicht dicht besiedelt. So sind im Mittelbairischen relativ viele innere Unterschiede verblieben.
Ein größeres sprachliches Zentrum ist nicht vorhanden (wie München für das Westmittelbairische und Wien für das Ostmittelbairische), weil es keine Großstadt gibt, in der Nordbairisch gesprochen wird.

## Lautliche Besonderheiten
Verglichen mit dem Mittelbairischen weiter im Süden (in den Beispielen unten: Nordbairisch ↔ Mittelbairisch) hat das Nordbairische folgende wichtige lautliche Besonderheiten:
- das mittel- und neuhochdeutsche a wird im Nordbairischen deutlich verdunkelt (Sprachwissenschaftler nennen dies gleichzeitige Verdumpfung und Hebung) und hört sich oft wie ein offenes o (Wasser = Wåsser/Wòsser, Wagen = Wòòng/Woong, Wald = Wòòld/Woold, warm = wòam) an. Die Verdunklung tritt in allen bairischen Dialekten auf, sie ist jedoch im Nordbairischen häufiger als in den mittelbairischen Dialekten, die sich südwestlich anschließen.

- die mittelhochdeutschen Diphthonge uo, üe und ië haben sich anders entwickelt, zuerst zu Monophthongen (u, î), dann zu Diphthongen (ou, ej), während sie Diphthonge im  Mittel- und Südbairischen blieben: Kou ↔ Kua, Kej ↔ Kia, Brejf ↔ Briaf

- die mittelhochdeutschen Langvokale â, o, ê und œ sind diphthongiert worden: Schòuf ↔ Schòòf, ròut/rout ↔ rot/rout, Schnèj ↔ Schnèè, bèjs ↔ bèès

- die Diphthonge bilden in den nördlichen und westlichen nordbairischen Dialekten zusammen mit vokalisierten r Triphthonge, beispielsweise in Jòua, Òua, Schnoua, umkèjan, Beja. Dies entspricht den südlicheren und mittelbairischen Jòòa/Jåår, Ooa, Schnuua, umkeean, Biia

- Das mittel- und südbairische oa (mittelhochdeutsch ei) ist im Nordbairischen je nach Dialekt und Lautumgebung a oa, oi oder åå (das letzte nur im Norden zum Ostfränkischen hin): broat/broit/brååt ↔ broat, Loitern ↔ Loatern. Typischerweise steht in einsilbigen Wörtern oa, in (ursprünglich) mehrsilbigen oi oder åi, sogar bei Formen ein und desselben Wortes.

- Die Diphthongierungen im Nordosten des Sprachgebiets: Fruasch ↔ Froosch, Vuagl ↔ Voogl, Viagl ↔ Veegl

- Die Hebung der Vokale wie im Ostfränkischen und den Grenzen von Franken und Altbayern (im Westen und Nordwesten des nordbairischen Sprachraums): Fruusch ↔ Froosch, Vuugl ↔ Voogl, Viigl ↔ Veegl

- Das L nach einem Vokal wird anders als im Mittelbairischen (und auch wie in ostfränkischen Nachbardialekten) nicht oder nicht ganz Vokal, sondern bleibt als Halbkonsonant/Halbvokal erhalten. Ein Teil der Vokale wandelte sich dadurch (besonders e und i). Beispielsweise Wòld ↔ Wòid, Göld ↔ Gèid/Gööd, vül/vul ↔ vui/vèi/vüü, Hulz/Holz ↔ Hoiz

- Das teilweise aufgeweichte (spirantisierte) g wie in Weech, Vuuchal, moocher, a wichticher Brejf. Aber: weg, Vuugl, gsågt, an wichtinga Brejf. Die Spirantisierung geht über das Ostfränkische auf mitteldeutschen Einfluss zurück, ist aber nicht so stark wie in den ostfränkischen und den mitteldeutschen Dialekten. Im Ostfränkischen weiter nördlich und westlich ist die wech, Vuuchl, gsåcht.

- Verben mit Doppelvokalen enden im Nordbairischen auf -a: schaua ↔ schaung, baua ↔ baun, schnaia ↔ schnaim, gfraia ↔ gfrain

- Die Endung -en vor k, ch und f ist in den nördlichen nordbairischen Dialekten ein Konsonant geblieben, beispielsweise hockn, stechn, hoffm, Soifm. In den südlicheren nordbairischen Dialekten ist sie wie in den mittelbairischen weiter im Süden zum -a geworden, also hocka, stecha, hoffa, Soifa/Soafa.

- Die Form niat für net. Die Form zeigt auch eine Vokalisierung von ch zu a besonders vor t und s ↔ recht, sia/siast/siat ↔ siich/sichst/sicht, Noat ↔ Nocht, Floas ↔ Flåchs.

- Die Diminutive enden im Plural -(a)la, im Singular auf -(a)l, beispielsweise oa Moidl, zwoa Moidla. Weiters Moidal(a), Bejwal(a), Vuuchal(a) zu Moidl, Bou, Vuugl.

## Besonderheiten des Wortschatzes
Was "typisch nordbairisch" ist, ist schwer zu sagen. Erstens, weil die anderen bairischen und oberdeutschen Dialektgruppen die meisten Wörter ebenfalls haben. Und zweitens, weil die nordbairischen Dialekte kaum einen gemeinsamen distinkten Wortschatz haben. Es sind keine allgemeinen Grenzen aufzeigbar, bei denen man sagen kann, bestimmter Wortschatz sei nordbairisch, mittelbairisch oder oberostfränkisch. Dies entscheidet sich oft Wort für Wort. Bei den Beispielen geht es weniger um die einzelnen genauen Lautformen, sondern mehr um die Wörter an sich:
- Westen ↔ Oberostfränkisch
Erdbirn statt Erdåpfl/Erdöpfl. Zwiggerl statt Klubbal. Schlòut statt Kamin. Hètscher statt Schnàggler. Kloider statt Gwånd. Gàl statt Ross.

- Nordosten ↔ Oberostfränkisch, nicht-oberdeutsche Dialekte
Pfà (= Pferd) statt Ross. Duapf (= Topf) statt Hofa/Hofm.

- Südosten ↔ Waldlerisch-Mittelbairisch
Schòrrinna statt Dochrinna. Kintl/Raufång statt Schlòut/Kamin.

Beispiele für kleinregionale Varianten sind Ruutschan und Ruutschagàl statt Hetschan und Hetschagàl (= Kinderschaukel und Schaukelpferd) oder Schluuder/Schlooder statt Dopfa/Dopfm/Dopfkàs (= Topfen/Quark) in der westlichsten Oberpfalz.
Verglichen mit den Sprachräumen rundherum, gibt es typische Wörter im nordbairischen Kern-Sprachraum, beispielsweise:
- d Wesch flòdern statt (nord)mittelbairisch ... schwoam/schwoim, oberostfränkisch ... flaia/flana.
- enk/enks, deeds/diids/diats, èds statt (nord)mittelbairisch ees und oberostfränkisch ihr.
- iwa/iwara, iwe/iware statt (nord)mittelbairisch uma, ume, und oberostfränkisch riwa, niwa.
- Moidl statt (nord)mittelbairisch Deandl/Diandl, und oberostfränkisch Maadla.

Der rein nordbairische Sprachraum (ohne die Übergangsdialekte) ist zwar der kleinste derjenigen der drei bairischen Hauptgruppen, es gibt aber eine große Vielfalt an verschiedenen Wörtern und Wortformen:
- immer: immer, ummer; ollawal, owl; owa; ollamol.
- ihr: enk, enks; èds; deeds, diids, diats; ees.
- Stein – Steine: Stoa – Stoana/Steana, Stoi – Stoina, Stoo – Stoona
- Vogel – Vögel: Vogl – Vegl, Vugl – Vigl, Vuagl – Viagl

Wie in den anderen bairischen Dialekten werden immer mehr alte Dialektwörter durch standarddeutsche und überregionale ersetzt:
- ihr statt enk usw., aich statt enk, aier statt enker.
- dånn statt nòu, und im Nordosten åffa
- månchsmòl statt ejamòl
- Dejnsda statt Irda, Erchda
- Fåsching statt Foosnat und ähnliche Formen
- vorigs Jòua statt fern(d), ferd(n)